# Wilhelm Czarnocki

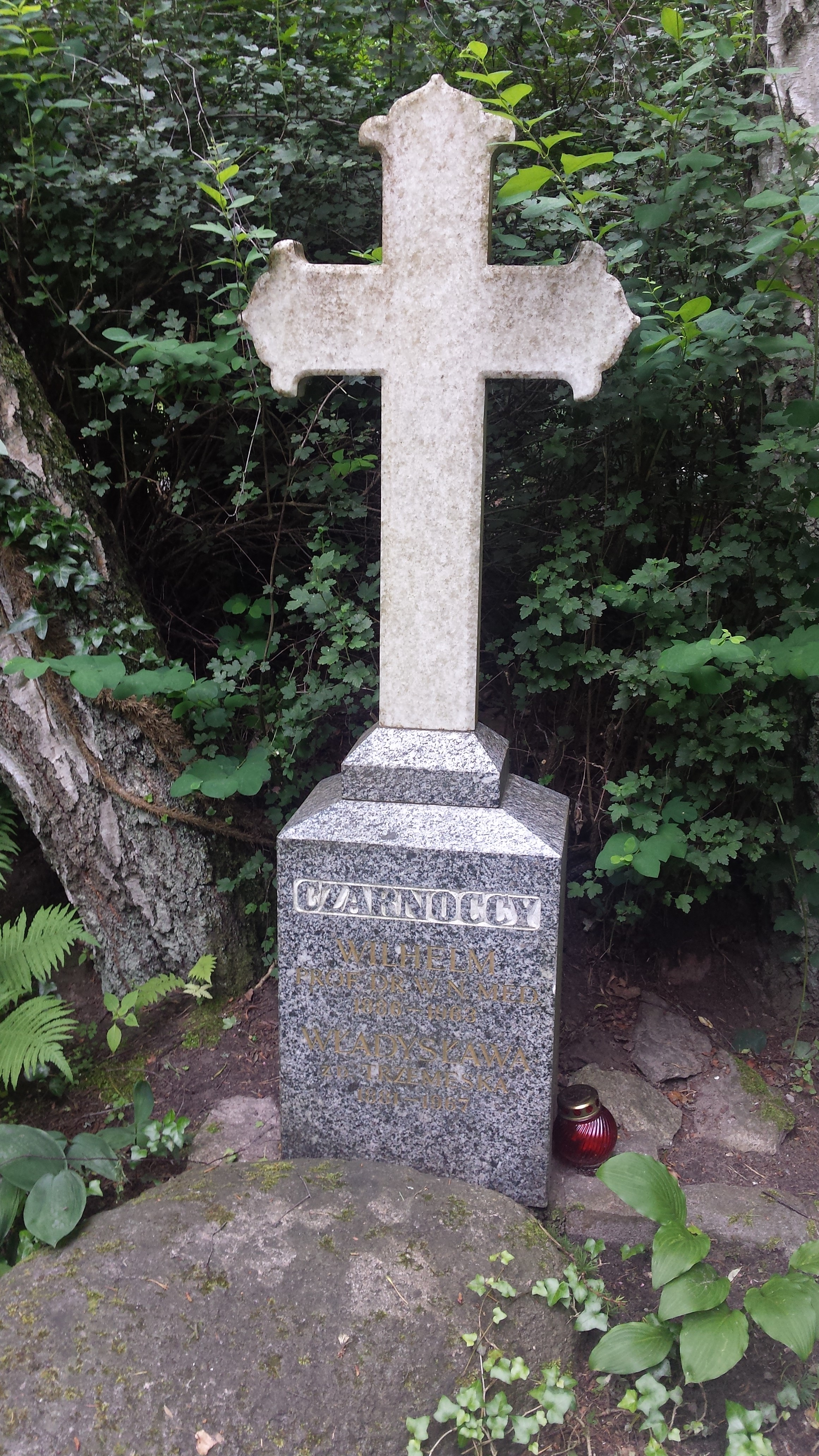
Grób profesora Wilhelma Czarnockiego na Cmentarzu Srebrzysko w Gdańsku

Wilhelm Czesław Czarnocki (ur. 20 października 1886 w Stańkawie, zm. 3 czerwca 1963 w Gdańsku) – patomorfolog, rektor Akademii Lekarskiej w Gdańsku w latach 1948–1953.

## Życiorys
Pochodził z rodziny właścicieli ziemskich. Po ukończeniu w 1904 klasycznego gimnazjum w Żytomierzu rozpoczął studia na Wydziale Lekarskim Uniwersytetu Warszawskiego, skąd został wyrzucono go za udział w "zamieszkach studenckich", zorganizowanych przez młodzież akademicką prowadzącą walkę o polską szkołę. W jesieni 1905 wstąpił na Wydział Lekarski Uniwersytetu Jagiellońskiego. Dyplom lekarza i tytuł doktora wszechnauk lekarskich otrzymał w Krakowie w 1913, dyplom nostryfikował w Kijowie w 1914. 
W sierpniu 1914 został wcielony do armii rosyjskiej, skąd zwolniono go w maju 1918. 15 stycznia 1919 rozpoczął pracę w Zakładzie Anatomii Patologicznej Uniwersytetu Warszawskiego. W marcu 1919 powołano go do służby w Wojsku Polskim. 
Zakończenie działań wojennych pozwoliło mu na powrót do warszawskiego zakładu w marcu 1921. Pracował jako starszy asystent, a od 1925 jako adiunkt pod kierownictwem Józefa Hornowskiego, a później Ludwika Paszkiewicza. 8 stycznia 1924 został zatwierdzony w stopniu majora ze starszeństwem z 1 czerwca 1919 i 428. lokatą w korpusie oficerów rezerwy sanitarnych, grupa lekarzy. Posiadał wówczas przydział w rezerwie do 1 Batalionu Sanitarnego w Warszawie. W kwietniu 1927 został zwolniony od obowiązku służby wojskowej. Habilitowł się w lutym 1928 na podstawie rozprawy Badania nad ostrym zanikiem wątroby, ze szczególnym uwzględnieniem tworzenia się tzw. kanalików wrzekomych. W latach 1928–1934 był prezesem Naczelnej Izby Lekarskiej, w latach 1931–1933 Komisarzem Ubezpieczeń Społecznych. W maju 1939 został powołany przez Wydział Lekarski Uniwersytetu Stefana Batorego w Wilnie jako profesor nadzwyczajny na stanowisko kierownika Katedry i Zakładu Anatomii Patologicznej. Wybuch II wojny światowej uniemożliwił mu objęcie tego stanowiska, pozostał więc w Warszawie. W latach 1940–1942 pełnił obowiązki prosektora Szpitala św. Stanisława, a w latach 1941–1944 był dyrektorem Szpitala Dzieciątka Jezus w Warszawie. W czasie powstania warszawskiego niósł pomoc lekarską powstańcom. W grudniu 1945 został mianowany profesorem zwyczajnym, a Rada Wydziału Lekarskiego ówczesnej Akademii Lekarskiej w Gdańsku powierzyła mu kierownictwo Katedry i Zakładu Anatomii Patologicznej. Od 1 stycznia 1946  do 31 sierpnia 1948 był prorektorem, a od września 1948 do 31 marca 1953 rektorem Akademii Medycznej w Gdańsku. 
Zmarł 3 czerwca 1963. Spoczął 5 czerwca 1963 na Cmentarzu Srebrzysko w Gdańsku (rejon IX, kwatera profesorów, grób 146).

## Ordery i odznaczenia
- Krzyż Komandorski Orderu Odrodzenia Polski (22 lipca 1949)[8]
- Krzyż Oficerski Orderu Odrodzenia Polski (9 listopada 1932)[9]